# Any llum

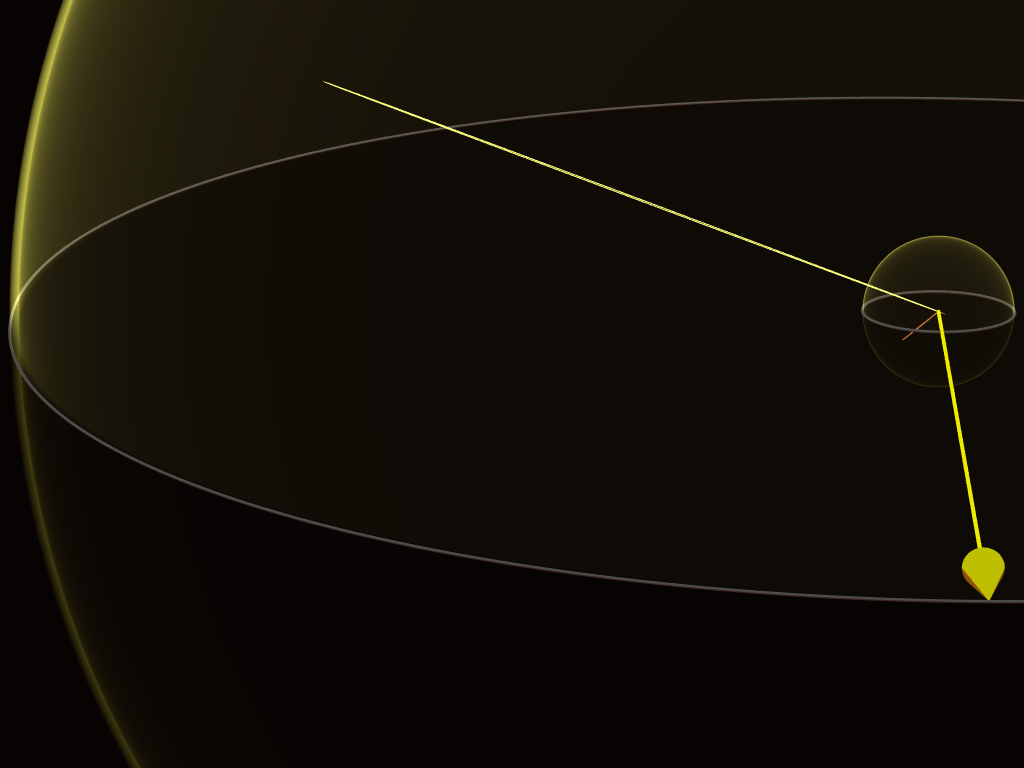
La capa externa és a un any llum del Sol i la línia groga de l'esquerra és l'òrbita del cometa 1910 A1. La capa interna és d'un mes llum.

Un any llum o any de llum és una unitat de longitud que es fa servir en la divulgació per indicar distàncies astronòmiques, com la distància entre estels i galàxies. L'abreviatura és a. ll..
Un any de llum equival a la distància que la llum recorre en un any, que és aproximadament de 9,46 bilions de quilòmetres, això és, 9,46 × 1015 metres. Més exactament, un any de llum es defineix com la distància que recorre un fotó, in vacuo i sense la influència de cap camp gravitatori o electromagnètic, en un any julià (365,25 dies o 31.557.600 segons). Atès que la velocitat de la llum en el buit és de 299.792.458 m/s, un any llum és aproximadament igual a 9,46 × 1015 m = 9,46 petàmetres.
L'any llum s'utilitza, principalment, en la divulgació de l'astronomia. Els professionals d'aquesta ciència, en canvi, fan servir el parsec i el seu múltiple, el megaparsec, o també la unitat astronòmica, tal com recomana la UAI. El parsec es defineix com la distància a la qual un objecte es desplaça un segon d'arc de paral·laxi quan l'observador es desplaça una unitat astronòmica perpendicularment a la línia de visió de l'observador; equival aproximadament a 3,26 anys llum. La unitat corresponent del mes llum és aproximadament una dotzena part d'un any llum, i també s'utilitza ocasionalment per a mesures aproximades.

## Valor numèric
Un any llum equival a:
- Exactament 9.460.730.472.580,8 km (uns 10 Pm)
- Unes 5.878.630.000.000 milles
- Unes 63.241,1 unitats astronòmiques
- Uns 0,306601 parsecs

Les dades superiors estan basades en l'any julià (no en l'any gregorià) que té exactament 365,25 dies (cada un de 86.400 segons del SI, fent un total de 31.557.600 segons) i una velocitat de la llum definida de 299.792.458 m/s, tots dos estandarditzats per la UAI (1976) Sistema de Constants Astronòmiques, fet servir des del 1984. El valor DE405 de la unitat astronòmica, 149.597.870.691 m, és fet servir per a l'any llum en unitats astronòmiques i parsecs.

## Història

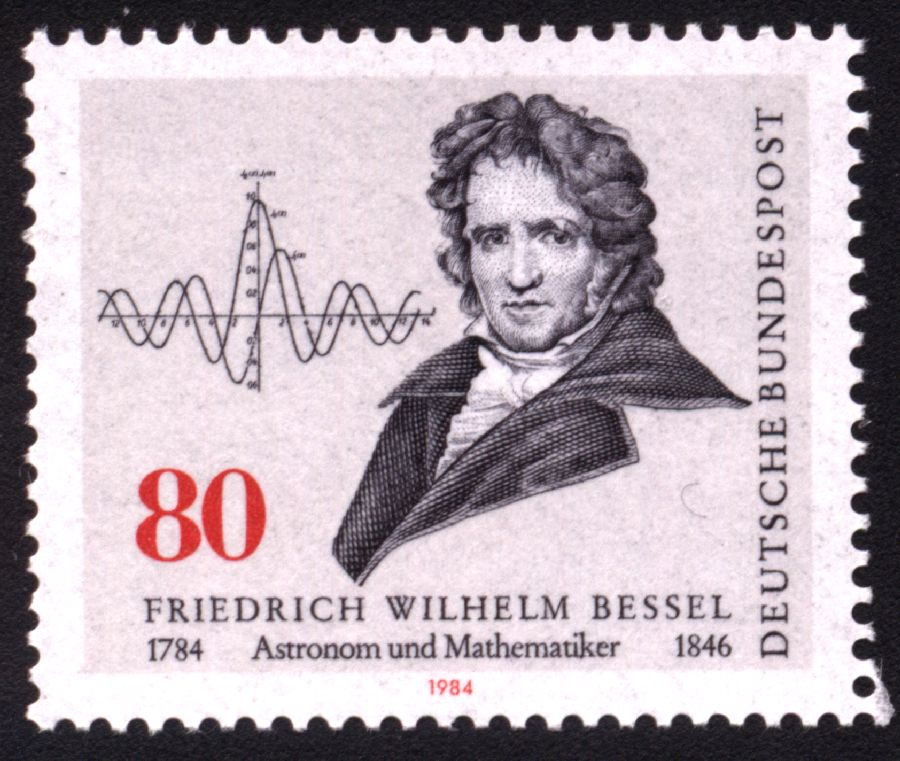
Friedrich Wilhelm Bessel

Abans de 1676, la majoria dels científics pensaven que la llum es movia instantàniament d'un lloc a un altre. En eixe mateix any, el físic danès Ole Rømer fou el primer a demostrar que la llum té una velocitat finita.
En 1671, Rømer comença a observar els satèl·lits de Júpiter i decidí mesurar el temps que li costava a una de les llunes (concretament Io) en desaparèixer darrere del planeta i reaparèixer per l'altre costat. En acumular dades durant molts anys, determinà que el temps entre eclipsis era menor quan la Terra estava prop de Júpiter i major quan estava a més distància.
En 1675, l'astrònom francoitalià Giovanni Cassini, per a qui Rømer era un assistent, proposà que la diferència era causada pel temps que prenia la llum en viatjar de Júpiter a la Terra. Malgrat això, canvià d'idea i abandonà la hipòtesi.
Rømer, per altra banda, continua desenvolupant la idea i estimà que la llum tarda 22 minuts a viatjar una distància igual al diàmetre de l'òrbita de la Terra (actualment sabem que el valor és pròxim a 16 minuts i 40 segons). Si Rømer hagués calculat la velocitat de la llum usant les seues dades, hauria obtingut una velocitat de 135.000 kilòmetres per segon, que és la meitat del valor acceptat en l'actualitat. La major font d'error hauria sigut el diàmetre de l'òrbita de la Terra, que en aquell moment no es coneixia massa bé. Si el diàmetre orbital de la Terra tal com el coneixem hui el combinem amb les dades de Rømer, obtenim una mesura de 241.000 kilòmetres per segon que és un valor molt més pròxim a la velocitat acceptada.
En 1729 la major part de la comunitat astronòmica estava finalment convençuda que la llum té una velocitat finita. L'astrònom anglès James Bradley publicà un estudi demostrant que la variació anual observada en la posició de les estreles és relacionada amb la velocitat de la llum. Estimà que la velocitat viatja a 301.000 kilòmetres per segon, que és encara un valor més pròxim.
En 1838 l'astrònom alemany Friedrich Bessel fou el primer a usar l'any llum com a unitat de mesura en l'astronomia. Mesurà la distància que ens separa de l'estrela binària 61 Cygni com a 10,3 anys llum (el valor actual és 11,36 ± 0,06 anys llum).
Abans del 1984, l'any tròpic (no el Julià) i una mesurada (no definida) velocitat de la llum era inclosa en la UAI (1964) Sistema de Constants Astronòmiques, emprada des del 1968 fins al 1983. El producte de l'any tropical mitjà J1900.0 de 31.556.925,9747 segons d'efemèrides de Simon Newcomb i una velocitat de la llum de 299.792,5 km/s donaren un any llum de 9,460530×1015 metres (arrodonit als set dígits significatius), que és el que es presenta en diverses fonts modernes, derivava probablement d'una font antiga, com una referència reputada del 1973 que no fou actualitzada fins al 2000.

## Mesura d'anys llum
Per mesurar les distàncies entre objectes còsmics s'utilitzen mètodes que reben el nom d'escala de distàncies còsmiques. Una mesura directa sols és possible amb els objectes que es troben relativament prop (en l'ordre de milers de parsecs). Les tècniques varien depenent de la distància de l'objecte. Alguns mètodes utilitzen el que s'anomena candeles canòniques, que són objectes astronòmics amb una lluminositat coneguda.

### Paral·laxi
La tècnica del paral·laxi trigonomètric, és a dir, els canvis aparents en les estreles en canviar la nostra perspectiva a l'orbitar al voltant del Sol, pot servir per mesurar distàncies d'estreles relativament properes. De fet, algunes de les millors dades de posicions estel·lars provenen de la nau Hipparcos, què va mesurar els paral·laxis trigonomètrics de vora 10 000 estreles amb una precisió major que el 10% en distàncies d'uns 300 anys llum. La nostra galàxia mesura uns 100,000 anys llum, per tant aquesta tècnica resulta inefectiva.

### Cefeides variables
La manera tradicional de mesurar distàncies a galàxies pròximes és estudiant els estels variables, especialment el tipus d'estel brillant conegut com a cefeida variable. A principis del segle xx Henrietta Swan Leavitt descobrí que com més gran és el període de variació d'una cefeida, major n'és lluminositat. Un altre astrònom americà, Harlow Shapley, fou llavors capaç de correlacionar la brillantor de les cefeides amb la de les estreles ordinàries, unint l'escala de distància relativa de Levitt a una absoluta. D'aquesta manera, es pot observar una cefeida, descobrir quant tarda la brillantor a canviar i representar aquesta informació en una gràfica predeterminada per trobar-ne lluminositat intrínseca. Comparar la vertadera brillantor ("magnitud absoluta") amb la brillantor observable en el cel ("magnitud aparent") ens permet de calcular com de lluny es troba usant la llei de la inversa del quadrat de la lluminositat.
En la dècada de 1920 Edwin Hubble utilitzà la relació període-lluminositat dels estels variables per determinar les distàncies de diferents galàxies i provà que estan molt més enllà de la Via Làctia. Durant aquest treball, descobrí el que avui es coneix com a llei de Hubble, que les galàxies mostren una relació lineal entre la distància i el desplaçament cap al roig (aquest desplaçament és el canvi en la posició de les línies de l'espectre de les galàxies cap a la part roja). La llei de Hubble és l'eina que demostra l'expansió de l'Univers. Mesurant el desplaçament cap al roig, el qual es pot fer amb un espectrograma, es dedueix la distància amb la llei de Hubble. Aquest és el mètode més usat pels astrònoms hui en dia.

### Altres candeles
Els cosmòlegs estan centrant la seva atenció en altres objectes que poden veure's a gran distància per verificar la precisió de les seves mesures. Hi ha un tipus de supernova (de tipus Ia) que sempre té la mateixa lluminositat màxima, de manera que aquestes supernoves poden usar-se com a referència en compte de cefeides. En ser les supernoves milions de vegades més brillants que les cefeides, permeten ser observades a distàncies més llunyanes. Nombrosos científics intenten utilitzar aquest avantatge en les seves mesures amb el telescopi espacial Hubble.

## Anys llum com a mesura de temps
Percebem la Lluna com era fa 1,2 segons i el Sol com era fa 8 minuts. Aquestes mesures (1.2 segons llum i 8 minuts llum) indiquen a la vegada temps i distància. En el cas del sistema estel·lar més proper, Alfa Centauri, el que vegem en la Terra és la llum que va emetre l'estel fa 4 anys. Així, la velocitat finita de la llum ens ofereix una visió del passat, i a mesura que es descobreixen estels més llunyans, també estem retrocedint més en els períodes observats.
En el cas de les galàxies llunyanes, les veiem avui tal com foren fa milions d'anys, quan l'Univers era relativament jove. Algunes són tan remotes que la seua llum encara no ha tingut el temps suficient per arribar-nos, malgrat 13.700 milions d'anys de viatge per l'univers. Atès que l'Univers està en expansió, i pareix que s'accelere, hi ha galàxies que no arribarem a veure mai.
Interaccionar amb parts remotes de l'Univers, és a dir, veure'l tal com és ara mateix, requeriria algun mitjà de viatge exòtic (vegeu motor de curvatura), un desplaçament a velocitats supra-lumíniques. Açò, segons les equacions de la teoria especial de la relativitat, és impossible, ja que caldria una quantitat infinita d'energia.

## Distàncies d'anys llum en l'estudi de l'evolució de constants físiques
Segons el model estàndard de física de partícules, les constants físiques són fixes tant en el temps com en l'espai. És difícil mesurar-ho, perquè els experiments estan confinats a l'Univers observable. El valor del ratio entre la massa del protó i de l'electró és un dels nombres més importants en la física teòrica. Una variació en aquest ratio poden determinar si les lleis de la física són uniformes o no en l'espai.
Diversos experiments realitzats a la terra mostren resultats molt precisos per a la relació entre la massa del protó i de l'electró, concretament una variació d'una part de quadrilió (1 seguit de 15 zeros) cada any. Aquestos resultats no signifiquen que canvis majors s'hagin pogut produir en els 13-14.000 milions d'anys que l'Univers ha estat present.
Una equip d'investigadors de l'Institut Max Planck de Radioastronomia en Bonn, Alemanya, analitzà els espectres, particularment el de l'amoníac, observats del quàsar B0218+357 a uns 6 mil milions d'anys llum de distància. Els quàsars són galàxies distants amb nuclis actius molt potents que exhibeixen propietats comuns a totes les galàxies, com ara l'emissió de l'espectre. Com que una variació en ratio de massa protó-electró es manifestaria en canvis en l'energia de partícules, l'anàlisi de l'espectre pot revelar eixos canvis, i per tant, variacions en la constant.
Els resultats mostren que fa sis mil milions d'anys, quan l'Univers tenia la meitat d'anys que hui en dia, les desviacions del ratio protó-electró eren aproximadament d'una part per milió. Assumint una evolució lineal d'aquest ratio, suposa un canvi d'una part de deu quadrilions, molt pròxim als resultats obtinguts en experiments terrestres. Els resultats s'obtingueren amb un nivell de confiança del 95%, el que corrobora el model estàndard.
A primera vista, els resultats d'aquesta investigació pareixen inconsistents amb evidència recent de variació en el ratio de massa de 24 parts per milió fa 12.000 milions d'anys. En realitat aquests dos valors no poden comparar-se perquè els canvis cosmològics poden afectar les variacions del temps i l'espai del ratio de massa. Cal obtenir més resultats en una àmplia escala temporal per poder determinar la consistència o no d'estes mesures.

## Crítica a les mesures de l'ordre d'anys llum
Alguns han intentat argumentar que realment no estem veient tan lluny en l'espai. Per exemple, Harold Camping critica que sols el mètode del paral·laxi és l'únic vàlid i que els estels que veIem estan tan sols uns any llum més enllà dels més propers. Això requeriria, que els estels amb poca intensitat lumínica, que pareixen estar molt lluny, estan en realitat pròxims però són més petits. Tanmateix, Camping no explica com eixos estels podrien mantenir-se estables (donat que tindrien poca massa per mantenir el gas) ni com poden brillar (ja que les reaccions nuclears que fan les estreles brillants requereix grans quantitats de massa perquè l'interior tinga la temperatura prou elevada). L'argument de Camping pot considerar-se com un intent d'evitar la conclusió natural d'un Univers antic sense aportar evidència (Newman, 1982). (El baix nivell científic de Harold Camping es va palesar en les seves prediccions catastrofistes. Augurava la fi del món cap al setembre de 1994).
Una altra proposta, amb el treball de Moon i Spencer com a base, declara que la llum viatja per una ruta diferent per l'espai a la que ho fa un meteor o una nau espacial. La llum viatjaria en corbes de 5 anys llum de radi i no en línia recta, per tant els objectes distants que veiem estarien realment a sols 10 anys llum de distància, i que realment en compte de tants objectes celestes el que veiem són imatges múltiples d'aquests. El treball de Moon i Spencer és erroni en este aspecte (Phillips, 1988). Inclús si no ho fos, no resoldria el problema de la necessitat de temps perquè la llum es desplace, ja que les estreles més llunyanes serien imatges d'estreles properes per a les quals la llum ha viatjat en cercle milions de vegades i, per tant, hauria necessitat milions d'anys per a fer-ho. Tampoc és creïble que totes les galàxies, clústers d'estreles i de galàxies siguen imatges múltiples de les mateixes estreles.

## Representació d'anys llum en altres escales
En l'àmbit de la divulgació científica s'han usat distints mètodes per fer comprensibles magnituds còsmiques, ja siga temps o espai. El primer a utilitzar el concepte d'”any còsmic” fou Carl Sagan. Segons aquest concepte, si considerem que la història de l'Univers és d'un sol any, llavors la història humana consisteix en una fracció de l'últim segon.
Una possible analogia per a les distàncies còsmiques és representar un any llum com un mil·límetre. Atès que la circumferència de la terra és de 40.000 kilòmetres i l'edat de l'Univers és aproximadament 13.700 milions d'anys, amb aquesta escala d'1 any llum = 1 mil·límetre podem fer cabre distàncies galàctiques en la superfície de la terra.
D'aquesta manera, l'estel més pròxim al nostre Sistema Solar, Alpha Centauri, es trobaria a 4.3 mil·límetres de distància. Si prenem la Via Làctia, aquesta mesuraria 100 metres de diàmetre i la galàxia més propera, la gran galàxia d'Andròmeda, estaria a 2.5 kilòmetres.

## Distàncies en anys llum
Les distàncies mesurades en fraccions d'anys llum normalment es fan servir en objectes d'un sistema estel·lar. Les distàncies mesurades en anys llum es fa servir per a distàncies amb estrelles veïnes com les del mateix braç espiral o el cúmul globular.
Un quiloany llum, abreujat "kal", és un miler d'anys llum, o 307 parsecs. Els quiloanys llum es fan servir normalment per mesurar distàncies entre parts d'una galàxia.
Un megaany llum, abreujat "Mal", és un milió d'anys llum o 306.600 parsecs. Els megaanys llum es fan servir normalment per mesurar les distàncies entre galàxies veïnes i cúmuls de galàxies.
Un gigaany llum, abreujat "Gal", són mil milions d'anys llum — una de les unitats de mesura més grans que es poden fer servir. Un gigaany llum és uns 306,6 milions de parsecs. Els gigaanys llum es fan servir normalment per mesurar distàncies a estructures supergalàctiques o molt llunyanes, incloent-hi quàsars i la Gran Barrera.
No hi ha un símbol estandarditzat per a l'any llum. És freqüent trobar-lo representat per l'abreviatura anglesa ly (light year) i els corresponents múltiples kly, Mly i Gly.
| Factor (al) | Valor                | Element |
| ----------- | -------------------- | --- |
| 10−9        | 40.4×10−9 al         | La llum del Sol reflectida per la superfície de la Lluna necessita 1,2-1,3 segons a viatjar fins a la superfície de la Terra. (La superfície de la Lluna és a una mitjana d'uns 376.300 quilòmetres de la superfície de la Terra. 376300 km ÷ 300000 km/s (que fa una mitjana d'uns 1,25 segons de viatge de la llum)         |
| 10−6        | 15.8×10−6 al         | Una unitat astronòmica (la distància des del Sol fins a la Terra). A la llum li costa aproximadament 499 segons (8,32 minuts) de superar aquesta distància. |
| 10−3        | 3.2×10−3 al          | La sonda espacial més distant, la Voyager 1, era a 14 hores llum de distància de la Terra el 9 de març del 2007. La sonda va necessitar 30 anys a cobrir aquesta distància. |
| 100         | 1.6×100 al           | El Núvol d'Oort és a aproximadament dos anys llum de diàmetre. El seu límit intern s'especula que és a 50.000 ua, i l'exterior a unes 100.000 ua |
| 100         | 2.0×100 al           | Màxima extensió de la pressió gravitacional del Sol (Esfera de Hill/Lòbul de Roche, 125,000 AU). Passada aquesta frontera hi ha l'espai interestel·lar veritable. |
| 100         | 4.22×100 al          | L'estrella més propera coneguda (a més a més del Sol), Proxima Centauri, és a 4,22 anys llum. |
| 103         | 26×103 al            | El centre galàctic de la Via Làctia, és a una distància d'uns 8 quiloparsecs. |
| 103         | 100×103 al           | La Via Làctia mesura uns 100.000 anys llum de punta a punta. |
| 10⁶         | 2.5×106 al           | La Gran Galàxia d'Andròmeda és a aproximadament 2,5 megaanys llum de distància. |
| 10⁶         | 3.14×106 al          | La Galàxia del Triangle (M33), a 3,14 megaanys lluny, és la galàxia més distant que es pot veure a ull nu. |
| 10⁶         | 59×106 al            | El cúmul de galàxies més proper al de la Vià Làctia és a uns 59 megaanys llum de distància. |
| 10⁶         | 150×106 - 250×106 al | El Gran Atractor és a una distància entre 150 i 250 megaanys llum (l'última és l'estimació més recent). |
| 10⁹         | 1.2×109 al           | La Gran Barrera Sloan s'ha mesurat que és a aproximadament un gigaany de distància. |
| 10⁹         | 46.5×109 al          | La distància comovible des de la Terra fins al llindar de l'Univers visible és a uns 46.5 gigaanys llum en qualsevol direcció; aquest és el radi comovible de l'Univers observable. Això és més que l'edat de l'Univers dictada pel fons còsmic de microones; vegeu l'article mida de l'Univers per entendre com és possible. |

### Evolució de les distàncies observades
Al llarg de la història humana, els límits de l'observació astronòmica s'han incrementat any rere any. De vegades s'han observat i descrit objectes sense conèixer-ne la distància, que s'ha descrit amb precisió anys després.
| Any de registre | Distància (Mly) | Objecte                  | Tipus                      | Detectat usant                | Primer registre per (1)    |
| --------------- | --------------- | ------------------------ | -------------------------- | ----------------------------- | -------------------------- |
| 964             | 2.5             | Gran galàxia d'Andròmeda | Galàxia espiral            | Visualment                    | Abd al-Rahman al-Sufi      |
| 1654            | 3               | Galàxia del Triangle     | Galàxia espiral            | Telescopi refractor           | Giovanni Battista Hodierna |
| 1779            | 68              | Messier 58               | Galàxia espiral barrada    | Telescopi refractor           | Charles Messier            |
| 1959            | 2,400           | 3C 273                   | Quasar                     | Parkes Radio Telescope        | Maarten Schmidt, Bev Oke   |
| 1960            | 5,000           | 3C 295                   | Radiogalàxia               | Observatori Palomar           | Rudolph Minkowski          |
| 2009            | 13,000          | GRB 090423               | Gamma-ray burst progenitor | Swift Gamma-Ray Burst Mission | Krimm, H. et al            |

(1): Els objectes han d'haver sigut esmentats o descrits. S'ignoren objectes com l'OJ 287, que encara que foren detectats en 1891 amb plaques fotogràfiques, foren ignorats fins a l'arribada dels radio telescopis.